# مستهلك أولي
المستهلك الأولي هو ذلك الشخص الذي يؤدي دورًا محوريًا في التوصل إلى المغزى من وراء المنتج ثم تبني هذا المنتج وأخيرًا اختبار مدى ملاءمته لباقي الناس. صاغ هذا المصطلح الاقتصادي الكوميدي مايكل ولف (Michael Wolf) عام 1999 ونشره في كتابه الذي أسماه اقتصاد الترفيه.
وكان المثل الذي ضربه مايكل ولف في كتاب اقتصاد الترفيه هو:
«أول مجموعة قليلة تشاهد الفيلم المقبل وأول مجموعة قليلة تمتلك الهاتف الخلوي وأول مجموعة قليلة يرتدون الملابس المرقَّمة والمبهجة، كل هؤلاء يعززون وضع المنتجات بنشرها بين الناس وخاصة إذا كانوا ممن يُقتدى بهم. وأنا أسمي هؤلاء السابقين» المستهلكين الأوليين«. فلا شك أن لهم دورًا محوريًا في التوصل إلى المغزى من وراء المنتج ثم تبنيه وأخيرًا اختبار مدى ملائمته لباقي الناس. إذا شبهنا الوصول للسوق بالانفجار فإن المستهلك الأولي في مركز هذا الانفجار. حيث إنهم أول من يشعر بهزة ما قبل الانفجار وينقلونها للآخرين. ويختلف المستهلك الأولي من منتج لآخر. فالمرأة التي تحتشد أمام فيلم جسور إقليم ماديسون (The Bridges of Madison County) المليء بالمشاعر والأحاسيس سرعان ما يتبعن بناتهن لمشاهدة تيتانيك (Titanic). ومغرمي الموسيقى الجامعيين الذين اكتشفوا هوتي (Hootie) وبلوفيش (Blowfish) يختلفون عن متابعي قناة في إتش وان (VH1) الذين أصبحوا ظاهرة وطنية. وأول مشتري السيارة الجيب (Jeep) هم أبعد ما يكونون عن الأمهات صغيرات السن اللاتي يتجولن اليوم في سيارة سوبربان (الضواحي) ذات التسعة مقاعد».

## وصلات خارجية
- "Alpha Consumer" column, Kimberly Palmer, U.S. News
- Michael J. Wolf's blog